# Силы сторон во время вторжения России на Украину (с 2022)
По состоянию на февраль 2022 года вооружённые силы Украины значительно уступали российским вооружённым силам как по общей численности, так и по огневой мощи. В то же время на момент начала конфликта фактическая численность группировки российских войск, задействованная в боевых действиях (до 190 тысяч человек, по оценкам на начало боевых действий), была близка к общей численности вооружённых сил Украины (около 200 тысяч человек). Также на стороне России выступают вооружённые силы ДНР и ЛНР общей численностью около 30 тысяч человек. В ходе конфликта его стороны постепенно наращивают численность задействованных группировок: РФ — за счёт переброски подразделений из других регионов и привлечения новых контрактников, а также с 21 сентября 2022 года частичной мобилизации; Украина — за счёт мобилизации и привлечения добровольцев из других стран, ЛНР и ДНР — за счёт мобилизации.
В августе 2023 года NYT со ссылкой на исследование Statista оценили силы Украины в 500 тысяч, включая действующие, резерв и военизированные формирования; силы России — в 1330 тысяч, включая действующие, резерв и военизированные формирования.

## Силы сторон на начало 2022 года
|                               | Россия    | Украина |
| ----------------------------- | --------- | ------- |
| На действительной службе, чел | 900 000   | 209 000 |
| Резерв, чел                   | 2 000 000 | 900 000 |
| Артиллерия, ед                | 7571      | 2040    |
| Бронетехника, ед              | 30 122    | 12 303  |
| Танки, ед                     | 12 420    | 2596    |
| Боевые вертолёты, ед          | 544       | 34      |
| Истребители и штурмовики, ед  | 1511      | 98      |
| Расходы на оборону, млрд $    | 61,7      | 5,9     |
| Доля в госрасходах, %         | 11,4      | 8,8     |

### Украина
Согласно специализированному изданию The Military Balance, по численности вооружённых сил Украина занимает второе место среди стран бывшего СССР со 196 тысячами военнослужащих на начало 2022 года, в 4,5 раза уступая России и в 3 раза превосходя занимающий 3-е место Азербайджан. Из общего числа вооружённых сил 125,6 тысячи задействованы в сухопутных войсках, 20 тысяч — в десантно-штурмовых войсках, 35 тысяч — в воздушных силах и 15 тысяч — в ВМС. Ещё 102 тысячи человек насчитывается в других военизированных формированиях: 60 тысяч человек — в Национальной гвардии и 42 тысячи — в пограничных войсках. По данным The New York Times, вооружённые силы Украины — одни из крупнейших в Европе. Они включают в себя 70 тысяч военнослужащих действительной службы и 100 тысяч резервистов и сил территориальной обороны, при этом не менее 100 тысяч военнослужащих — ветераны боевых действий, а 27 тысяч прошли тренировку специалистами США, по данным Business Insider, в том числе по ведению партизанской войны. Общая численность резерва — 900 тысяч человек.
Согласно The Military Balance, к концу 2021 — началу 2022 года на вооружении Украины находилось 124—132 военных самолёта, 46—55 вертолётов и 3309 боевых бронированных машин.
По данным информагентства Associated Press, украинское вооружение включает как устаревшие советские, так и современные западные системы. К первым относятся гаубицы, реактивные системы залпового огня и баллистические ракеты малой дальности. Ко вторым относятся крупные партии противотанковых ракет Javelin, зенитных ракет Stinger и беспилотников Bayraktar.
Военный бюджет Украины на 2022 год составлял около 5 млрд долларов, что в 10 раз меньше военного бюджета России.
На третий день военных действий президент Украины выступил с призывом к добровольцам из других стран выступить на стороне его страны и объявил о создании Интернационального легиона. К началу 2024 года в его рядах сражались граждане 55 государств. Ещё до начала полномасштабного российского вторжения были сформированы добровольческие подразделения, состоявшие из грузин и чеченцев. К концу марта отдельные военные формирования были созданы из числа белорусских добровольцев и, как сообщило Минобороны Украины, российских военнопленных, изъявивших желание перейти в конфликте на сторону Украины. В августе было создано подразделение, состоящее из этнических русских; в октябре — из представителей народов Дагестана; в ноябре — из граждан Азербайджана и Киргизии; в декабре — из башкир; весной 2023 года — из представителей сибирских народов, включая бурятов, тувинцев, якутов, а также русских.
ЦРУ на июль 2022 года оценивало общую численность украинских военнослужащих в 700 тысяч человек.

#### Правительство ЧРИ в изгнании
В июле 2022 года между органами Правительства Чеченской Республики Ичкерия в изгнании и одним из ведомств Министерства обороны Украины было подписано соглашение о создании в составе Интернационального легиона чеченского подразделения численностью до бригады. 29 июля приказом председателя Кабинета министров Чеченской Республики Ичкерия в изгнании Ахмеда Закаева был создан Отдельный батальон особого назначения (ОБОН) Вооруженных сил Чеченской Республики Ичкерия в составе Интернационального легиона Украины. В октябре Верховная рада Украины приняла постановление о признании Чечни временно оккупированной Россией территорией.

### Россия
По состоянию на конец 2021 и начало 2022 года вооружённые силы РФ насчитывали около 900 тысяч человек на действительной службе, в том числе 280 тысяч — в сухопутных войсках, 45 тысяч — в ВДВ и 165 тысяч — в ВКС. Ещё 554 тысячи человек насчитывается в Росгвардии и других военизированных формированиях. Общая численность резерва — 2 миллиона человек.
Различные источники, опираясь на данные издания The Military Balance, дают следующие оценки объёмов боевой техники на вооружении страны:
- Военные самолёты — от 1172[3] до 1391[14];
- Вертолёты — от 821[3] до 948[14];
- Боевые бронированные машины — более 15 847[3];
- Артиллерия — более 4894[3].

Военный бюджет РФ на 2022 год составлял 48 млрд долларов.
11 марта президент России дал разрешение на участие иностранных добровольцев на стороне ДНР и ЛНР. В это же время появилась информация о расширенном наборе наёмников (включая иностранцев) в частную военную компанию «Вагнер» с целью отправки на Украину.
Также, в ряде случаев, фиксировалось участие в боевых действиях военнослужащих регулярных вооружённых сил либо подразделений наёмников, сформированных при участии национальных правительств, из Ирана, Сирии и частично признанных Республики Абхазия и Южной Осетии.

#### ДНР и ЛНР
Некоторые источники указывают, что войска Донецкой Народной Республики (ДНР) и Луганской Народной Республики (ЛНР) воюют вместе с войсками РФ, но не в их составе. Другие — что Россия командует подразделениями ЛДНР в рамках 8-й общевойсковой армии.
Численность Народной милиции Донецкой Народной Республики на начало 2022 года, по данным The Military Balance, составляла 20 тысяч человек, Луганской Народной Республики — 14 тысяч человек. 19 февраля в ДНР и ЛНР была объявлена всеобщая мобилизация, по которой на войну были отправлены десятки тысяч местных жителей. Общее количество сил ЛНР и ДНР насчитывало около 110 тысяч человек после мобилизации.
В распоряжении войск обеих самопровозглашённых республик имелись боевые бронированные машины, артиллерия и ракетные установки, а также системы ПВО. По оценкам украинской стороны, в конце 2019 — середине 2020 года на вооружении ДНР и ЛНР находились:
- более 480 танков;
- 914 боевых бронированных машин;
- 720 артиллерийских орудий и миномётов;
- более 200 реактивных систем залпового огня[32][33].

## Силы сторон на середину 2023 года
В августе 2023 года NYT со ссылкой на исследование Statista оценили силы Украины в 500 тысяч, включая действующие, резерв и военизированные формирования; силы России — в 1330 тысяч, включая действующие, резерв и военизированные формирования.

## Силы сторон к 2024 году
По оценке The Military Balance к 2024 году силы сторон составляли:
- Российсие войска — 1 100 000 действующих военнослужащих, включая Вооружённые силы (сухопутные войска — 500 000, флот — 140 000, ВКС — 160 000, РВСН — 50 000, ВДВ — 35 000, ССО — 1000, железнодорожные войска — 29 000, коммандование и тыл — 180 000), «жандармерию» и паравоенные формирования (559 000), а также 1 500 000 резерва.
- Украинские войска — 500 000-800 000 действующих военнослужащих, включая Вооружённые силы (сухопутные войска — 200 000—350 000, флот — 20 000, воздушные силы — 37 000, ДШВ — 40 000, ССО — 3000, ТРО — 200 000-350 000), «жандармерию» и паравоенные формирования (250 000), а также 300 000–400 000 резерва.

### Вступление в войну КНДР
В июне 2024 Корейская Народно-Демократическая Республика и Россия подписали соглашение об оказании друг другу военной помощи. По данным украинской, южнокорейской и западных разведок уже в октябре КНДР отправила в Россию корпус численностью в 10 000-12 000 военнослужащих для участия в войне против Украины. До этого Северная Корея оказывала поддержку России, не участвуя напрямую в конфликте.